# Gamera vs. Barugon
Gamera vs. Barugon (Japanse titel: 大怪獣決闘 ガメラ対バルゴン/Daikaijū kessen: Gamera tai Barugon, "Giantisch monsterduel: Gamera versus Barugon") is een Japanse kaijufilm uit 1966, en de tweede van de Gamerafilms. De film werd geproduceerd door Daiei Motion Picture Company.

## Verhaal
Een groep schatzoekers vindt op een expeditie een enorme opaal. Al snel blijkt deze opaal een ei te zijn van een mythologisch wezen genaamd Barugon, dat elke 1000 jaar terugkeert.
Het ei komt al snel uit, waarna Barugon begint met het aanrichten van verwoestingen. Dan keert onverwacht Gamera weer terug (die blijkbaar heeft kunnen ontsnappen uit de raket waarmee hij in de vorige film naar Mars werd gestuurd). Zijn persoonlijkheid is echter compleet veranderd, en hij verdedigt de mensheid juist tegen Barugon. Gamera vernietigt Barugon door hem te verdrinken.

## Rolverdeling
| Acteur           | Personage       |
| ---------------- | --------------- |
| Kojiro Hongo     | Keisuke Hirata  |
| Kyôko Enami      | Karen           |
| Yuzo Hayakawa    | Kawajiri        |
| Takuya Fujioka   | Dr. Sato        |
| Koji Fujiyama    | Onodera         |
| Akira Natsuki    | Ichiro Hirata   |
| Yoshiro Kitahara | Professor Amano |
| Ichirô Sugai     | Dr. Matsushita  |

## Trivia
- De film werd in Amerika uitgebracht door Sandy Frank.
- Dit is een van de vijf Gamerafilms die werd gebruikt voor de serie Mystery Science Theater 3000.